# Антигва и Барбуда на Светском првенству у атлетици у дворани 2003.
Антигва и Барбуда је учествовала на  9. Светском првенству 2003. одржаном у Бирмингему од 14. до 16. марта.  Репрезентацију Антигве и Барбуде у њеном четвртом 
учешћу на светским првенствима у дворани, представљала је трећи пут заредом  Хедер Самјуел атлетичарка која се такмичила у трци  на 60 метара.
Представница Антигве и Барбуде није освојила ниједну медаљу, али је поставла нови национални рекод на 60 метара у дворани.

## Учесници
Жене:
- Хедер Самјуел — 60 метара

## Резултати
| Атлетичарка   | Дисциплина | Лични рекорд | Квалификације | Квалификације | Полуфинале | Полуфинале | Финале                | Финале       | Детаљи |
| Атлетичарка   | Дисциплина | Лични рекорд | Резултат      | Место         | Резултат   | Место      | Резултат              | Место        | Детаљи |
| ------------- | ---------- | ------------ | ------------- | ------------- | ---------- | ---------- | --------------------- | ------------ | ------ |
| Хедер Самјуел | 60 м       | 7,41 НР      | 7,36 НР       | 5 у гр. 2     | 7,30 НР    | 5 у гр. 1  | Није се квалификовала | 13 / 28 (32) |        |